# Вутно
Вутно — деревня в Селтинском районе Удмуртской республики.

## География
Находится в западной части Удмуртии на расстоянии приблизительно 11 км на юг-юго-запад по прямой от районного центра села Селты.

## История
Известна с 1873 года как починок Над речкой Вутно (Поргурт, Вутно-Монья) с 21 двором, в 1893 (Вутно Норгурт) — 45 дворов, в 1905 (уже деревня Вутно) — 41, в 1924 — 58. До 2021 года входила в состав Новомоньинского сельского поселения.

## Население
Постоянное население составляло 204 человека (1873), 291 (1893, удмуртов 267 и русских 24), 352 (1905), 370 (1924), 45 человек в 2002 году (удмурты 96 %), 24 в 2012.